# Delnice (Gorenja vas - Poljane)
Delnice is een plaats in Slovenië en maakt deel uit van de gemeente Gorenja vas-Poljane in de NUTS-3-regio Gorenjska. De plaats telde 151 inwoners op 1 januari 2020.